# Маја Вершеч
?
Маја Вершеч (23. октобар 1916) је била југословенска гимнастичка репрезентативка.

## Резултати
Учествовала је на Летњим олимпијским играма 1936. у Берлину у дисциплини гимнастички вишебој у екипној конкуренцији за жене. Екипу је чинило осам гимнастичарки: Душица Радивојевић, Лидија Рупник, Марта Пустишек, Олга Рајковић, Драгана Ђорђевић, Анчка Горопенко, Катарина Хрибар и Маја Вершеч. На основу збира појединачних резултата у три дисциплине, направљен је пласман у оквиру репрезентације, а шест првопласираних, од осам чланица репрезентације, такмичиле су се у другом кругу односно групној вежби. Сви резултати првог и друго дела су се сабрали и добијен је резултат и пласман екипе Југославије, која је заузела четврто место са 485,60 бодова.
Појединачни резултати Маје Вершеч
| Дисциплина         | Бодови | Пласман |
| ------------------ | ------ | ------- |
| Прескок            | 20,30  | 27      |
| Двовисински разбој | 21,05  | = 31    |
| Греда              | 17,30  | = 57    |
| Укупно             | 58,65  | 46      |

 Знак једнакости = код појединачног пласмана значи да је делила место
Овим резултатом 58,65 Маја Вершеч је била последња (осма) у репрезентацији, па није учествовала у другом кругу - групној вежби.